# Laila Schou Nilsen
Laila Schou Nilsen (ur. 18 marca 1919 w Grefsen (obecnie część Oslo), zm. 30 lipca 1998 w Lanzarote lub w Oslo) – norweska sportsmenka, największe sukcesy osiągająca w narciarstwie alpejskim i łyżwiarstwie szybkim.

## Kariera

### Początki
Laila Schou Nilsen była wszechstronnym sportowcem. Uprawianie sportu rozpoczęła od narciarstwa klasycznego. W wieku 11 lat osiągała dobre wyniki w skokach narciarskich, jednak nie pozwalano jej startować przeciwko chłopcom. W 1931 roku zaproszono ją jednak, by oddała pierwszy skok na dużych krajowych zawodach. Nilsen osiągnęła 28 m, uzyskując dobre oceny za styl. W 1933 roku odniosła swój największy sukces w biegach narciarskich, zwyciężając w biegu na 5 km podczas nieoficjalnych mistrzostw Norwegii. Jej przewaga nad drugą w tym biegu zawodniczką wyniosła sześć minut, przez co oskarżono Nilsen o korzystanie ze skrótów. Jednakże zameldowała się na wszystkich punktach kontrolnych, w tym samym biegu dublując 17 przeciwniczek.

### Największe sukcesy
W pierwszej połowie lat 30. XX wieku zainteresowała się łyżwiarstwem szybkim. W 1934 roku wystartowała na nieoficjalnych mistrzostwach świata w wieloboju w Oslo, gdzie zajęła czwartą pozycje, przegrywając walkę o medal ze swą rodaczką, Synnøve Lie. Schou Nilsen była tam trzecia w biegach na 500 i 1000 m, a na dystansie 1500 m zajęła ósme miejsce. Rok później była najlepsza, wyprzedzając Synnøve Lie i Amerykankę Kit Klein podczas kolejnych nieoficjalnych mistrzostw świata w Oslo. Przygotowywała się do startu w tej dyscyplinie podczas igrzysk olimpijskich w Garmisch-Partenkirchen w 1936 roku, jednak łyżwiarstwo szybkie kobiet nie znalazło się w programie tej imprezy. Norweżka zaczęła więc trenować narciarstwo alpejskie i podczas igrzysk w Garmisch-Partenkirchen wywalczyła brązowy medal w kombinacji, wyprzedzając dwie reprezentantki gospodarzy: Christl Cranz i Käthe Grasegger. W zjeździe Norweżka była najlepsza, pokonując drugą Lisę Resch o cztery sekundy. Słabszy występ w slalomie, który ukończyła na piątej pozycji, przesunął ją na trzecie miejsce w kombinacji.
W 1937 roku została pierwszą Europejką, która zdobyła złoty medal na mistrzostwach świata w wieloboju w Davos. Wygrała tam wszystkie cztery biegi, wyprzedzając w klasyfikacji końcowej Synnøve Lie oraz Verné Lesche z Finlandii. Wynik ten powtórzyła podczas rozgrywanych rok później mistrzostw świata w wieloboju w Oslo. Wygrała tam na dystansach 500 i 1000 m, w biegu na 5000 m, była trzecia, a na 3000 m zajęła czwarte miejsce. W tym samym roku zajęła również szóste miejsce w slalomie na mistrzostwach świata w narciarstwie alpejskim w Engelbergu. Była również piąta na rozgrywanych w 1939 roku mistrzostwach świata w Zakopanem, co było najlepszym wynikiem wśród całej norweskiej ekipy na tych mistrzostwach.

### Po wojnie
Po zakończeniu II wojny światowej skupiła się na piłce ręcznej i tenisie. W 1948 roku wzięła udział w zawodach w narciarstwie alpejskim na igrzyskach olimpijskich w Sankt Moritz. Zajęła tam siódme miejsce w zjeździe, czternaste w slalomie oraz trzynaste w kombinacji. Nie zdobyła już żadnego medalu na międzynarodowej imprezie. Rozegrała parę spotkań w reprezentacji Norwegii w piłce ręcznej, kończąc sportową karierę w 1961 roku. Łącznie zdobyła 101 krajowych tytułów mistrzowskich, 83 w tenisie (w latach 1937–1961), 10 w narciarstwie alpejskim (1939–1948), cztery w łyżwiarstwie szybkim (1935–1940) i cztery w piłce ręcznej (1946–1951). W 1963 roku brała udział w Rajdzie Monte Carlo.
W 1936 roku otrzymała nagrodę Egebergs Ærespris za swoje osiągnięcia sportowe. Miała wtedy 17 lat, co czyni ją najmłodszym sportowcem, który otrzymał to wyróżnienie.
Łącznie ustanowiła sześć rekordów świata w łyżwiarstwie szybkim.
W latach 1969–1973 była wiceprezydentem Norweskiej Konfederacji Sportu, a od 1968 do 1972 roku była członkiem zarządu Norweskiego Komitetu Olimpijskiego.